# 药用阴地蕨
药用阴地蕨（学名：Botrychium officinale）为阴地蕨科阴地蕨属下的一个种。

## 扩展阅读
- 維基物種上的相關：药用阴地蕨